# Vejle Kunstmuseum
Vejle Kunstmuseum er et kunstmuseum i Vejle, der rummer både ældre og moderne kunst .
Samlingerne af maleri og skulptur rummer cirka 1.500 værker. En mindre samling dansk guldalderkunst fra den sidste del af 1800-tallet med flere motiver fra Vejle og omegn udgør en del af samlingerne. Dertil kommer dansk modernisme fra starten af 1900-tallet.
1. juli 1901 var der for første gang offentlig adgang for publikum, om end åbningstiden var så beskeden som hver søndag kl. 11-13.
Vejle Kunstmuseum blev i 2006 åbnet i sin nuværende form og består af tre forskellige bygninger. Vejle Museums røde murstenshus fra 1923 ved arkitekt Niels Christof Hansen, det tidligere Vejle Biblioteks funktionalistiske bygning fra 1934 ved arkitekt Carl Hess-Petersen og Kim Utzon Arkitekters udstillingsbygning fra 2006.

## Eckardts Samling
Eckardts Samling er kernesamlingen på Vejle Kunstmuseum og indeholder værker fra 1400- til 1800-tallet. Hovedvægten er på 500 grafiske blade fra 1600-tallets Holland, hvoraf 50 er udført af den store mester Rembrandt. Yderligere inkluderer Eckardts Samling en fin samling af tyske tryk fra omkring 1500 af bl.a. Albrecht Dürer.
Andrea Mantegnas Havgudernes Kamp fra 1400-tallet er fra den italienske renæssance og er et meget sjældent blad. Samlingen indeholder også tegninger og grafik fra 1800-tallet, heriblandt værker af de berømte guldaldermalere Christen Købke og J.Th. Lundbye.

## Wørzners Samling
Wørzners Samling tæller 124 værker, som bl.a. omfatter den klassiske modernist Vilhelm Lundstrøm og en stor samling af de tidlige abstrakt-ekspressionister, som bl.a. er kendt fra COBRA-bevægelsen.
Samlingen omfatter banebrydende ungdomsmalerier af Else Alfelt, Carl-Henning Pedersen, Ejler Bille, Egill Jacobsen, Henry Heerup, Richard Mortensen, Asger Jorn og islændingen Svavar Gudnason. Af Robert Jacobsen, Ejler Bille og Henry Heerup forefindes 20 skulpturer, hvortil kommer en række tegninger og grafiske værker af bl.a. Asger Jorn.
Wørzners Samling har i høj grad bidraget til at forøge den kunstneriske bredde og værdi af Vejle Kunstmuseums samling.

## Udstillinger
Udover de to kernesamlinger er landskabskunst stærk repræsenteret i museets samling, som også indeholder en række værker af færøske kunstnere.
Inden for samtidskunsten tæller Vejle Kunstmuseum relativt mange kvindelige kunstnere. Ud over de allerede nævnte er især Anne-Mette Haagensen og Ursula Reuter Christiansen velrepræsenterede.
| - Værker på Vejle Kunstmuseum − efter år - P.C. Skovgaard, Udsigt over Vejle, 1852 - P.C. Skovgaard, Udsigt over Vejle, 1852 - Vilhelm Kyhn: Udsigt over Vejle Fjord, 1854 - H.J. Hammer: En husmandsfamilie, 1855 - H.J. Hammer: Modelfamilien i Via Purificazione Rom, 1860 |

| - H.J. Hammer: Roskilde domkirke, før 1882 - P.C. Skovgaard: Den store Eng ved Vejle, 1857 - P.C. Skovgaard: Den store Eng ved Vejle, 1867 - Anna Ancher: Hønsene plukkes, ml. 1877 og 1927 |